# Marie-Curie-Gymnasium (Berlin)
Das Marie-Curie-Gymnasium ist ein staatliches Gymnasium im Berliner Ortsteil Wilmersdorf des Bezirks Charlottenburg-Wilmersdorf. Es ist nach der polnisch-französischen Physikerin und Chemikerin und zweifachen Nobelpreisträgerin Marie Curie benannt.

## Geschichte
Die Schule wurde im Jahr 1911 als IV. Höhere Mädchenschule gegründet. Ziel dieser Art von Schulen war es, weiterführende Bildung speziell für Mädchen anzubieten, die über die Volksschule hinausging. Die Nummerierung mit „IV“ diente der Unterscheidung von Schulen innerhalb der Stadt.
Im Jahr 1957 wurde die Schule umbenannt in Marie-Curie-Oberschule. Diese Namensgebung erfolgte zu Ehren der Wissenschaftlerin Marie Curie und signalisierte eine Ausrichtung auf naturwissenschaftliche Bildung. Einen weiteren wichtigen Schritt in der Entwicklung der Schule stellte das Jahr 1991 dar, als die Schule zu einem reinen Gymnasium umstrukturiert wurde und den Gymnasialstatus erhielt, wie es heute bekannt ist. 

## Gebäude
Die Schulgebäude wurde zwischen 1913 und 1916 von Otto Herrnring erbaut und 1926 wegen der Einrichtung eines Lehrkindergartens und einer Frauenschule umgebaut. Es ist ein eingetragenes Baudenkmal. Die Schule befindet sich in einer viergeschossigen Anlage mit rechtwinklig angeordneten Flügeln. Im Ostflügel sind Aula und Turnhalle untergebracht, im Nordflügel die Klassenräume. In den Jahren 1977 und 1978 wurde auf dem Grundstück Mainzer Straße 20 ein Anbau errichtet. Dort wurden der Fachbereich Kunst und die Gymnastikhalle untergebracht. Zwischen 1990 und 1996 wurden die Gebäude in Stand gesetzt und erheblich verändert. Im Jahr 2009 eröffnete die neue Mensa für den Ganztagsbetrieb.

## Schulprofil
Der Fokus des Gymnasiums liegt bei den MINT-Fächern Mathematik, Informatik, Naturwissenschaften und Technik. Die Schule verfolgt ein gebundenes Ganztagskonzept.

## Leistungskurse und Fremdsprachen
Folgende Leistungskurse werden am Marie-Curie-Gymnasium angeboten: Bildende Kunst, Chemie, Biologie, Deutsch, Englisch, Französisch, Geografie, Geschichte, Mathematik, Physik, Politik.
Fremdsprachen
Das Marie-Curie-Gymnasium bietet Unterricht in den Fremdsprachen Italienisch, Englisch, Französisch und Latein an.

## Projekte und Angebote
Die Schule bietet bilingualen Unterricht in Deutsch/Englisch sowie mehrere UNESCO-Projekte an Sie nimmt am Projekt „MEGAfoN“ teil, das die Medienkompetenz der Schüler stärkt. Durch Austauschprogramme mit Partnerschulen im Ausland fördert das Gymnasium die interkulturelle Kompetenz und die Völkerverständigung.